# Heceta Island
Heceta Island fa parte dell'arcipelago Alessandro, nell'Alaska sud-orientale (Stati Uniti d'America). Amministrativamente appartiene alla Census Area di Prince of Wales-Hyder dell'Unorganized Borough. L'isola si trova all'interno della Tongass National Forest.

## Geografia
Heceta si trova a nord-ovest dell'isola Principe di Galles e a sud di Kosciusko Island. Tra Kosciusco e Heceta, nelle acque del Davidson Inlet e del Sea Otter Sound si trovano molte altre piccole isole. A sud, Heceta si affaccia sul golfo di Esquibel (Gulf of Esquibel), mentre lo stretto Bocas de Finas la divide dal gruppo delle isole Maurelle. A ovest si trova la baia di Iphigenia che dà direttamente sulle acque aperte dell'oceano Pacifico. La superficie totale dell'isola è di 181 km².

### Masse d'acqua
Intorno all'isola sono presenti le seguenti masse d'acqua (da nord in senso orario):
- Stretto di Sea Otter (Sea Otter Sound)[5] 55°50′39″N 133°27′13″W - Il canale collega a nord il canale di Davidson (Davidson Inlet) con il canale di Karheen (Karheen Passage) più a sud.
- Canale di Karheen (Karheen Passage)[6] 55°48′10″N 133°18′25″W - Il canale collega a nord lo stretto di Sea Otter (Sea Otter Sound) con gli stretti di Tonowek (Tonowek Narrows) di più a sud. Divide inoltre l'isola Heceta dall'isola di Tuxekan (Tuxekan Island). Nel canale sono presenti le seguenti baie:
  - Baia di Squam (Squam Bay)[7] 55°47′02″N 133°20′03″W - Di fronte alla baia si trova l'isola di Ham (Ham Island).
  - Baia di Indian Garden (Indian Garden Bay)[8] 55°46′15″N 133°20′25″W - La baia si trova all'entrata degli stretti di Tonowek (Tonowek Narrows).
- Stretti di Tonowek (Tonowek Narrows)[9] 55°45′56″N 133°19′27″W - Gli stretti collegano a nord il canale di Karheen (Karheen Passage) con la baia di Tonowek (Tonowek Bay) di più a sud. Divide inoltre l'isola Heceta dall'isola Principe di Galles (Prince of Wales Island).
- Baia di Tonowek (Tonowek Bay)[10] 55°44′06″N 133°24′17″W - La baia collega a nord gli stretti di Tonowek (Tonowek Narrows) con il canale di Bocas De Finas di più a sud (entrambe le masse d'acqua sono collegate a sud con il golfo di Esquibel (Gulf of Esquibel). Divide inoltre l'isola Heceta dall'isola Principe di Galles (Prince of Wales Island). Nella baia sono presenti le seguenti masse d'acqua:
  - Insenatura di Warm Chuck (Warm Chuck Inlet)[11] 55°44′55″N 133°28′53″W - Di fronte alla baia si trovano le isole di Harmony (Harmony Islands).
- Canale di Bocas De Finas (Bocas De Finas)[12] 55°42′00″N 133°34′56″W - Il canale collega a sud la baia di Tonowek (Tonowek Bay) con l'oceano Pacifico a ovest e più a nord con la baia di Iphigenia (Iphigenia Bay). Divide inoltre l'isola Heceta dalle isole Maurelle (Maurelle Islands). Il canale è lungo 6,4 chilometri.
- Baia di Iphigenia (Iphigenia Bay)[13] 55°46′37″N 133°53′35″W - La baia collega a sud il canale di Bocas De Finas (Bocas De Finas) con il canale di Davidson (Davidson Inlet) a nord. Divide inoltre l'isola Heceta dall'isola di Warren (Warren Island). La baia che è ampia 48 chilometri contiene le seguenti masse d'acqua:
  - Baia di Cone (Cone Bay)[14] 55°47′49″N 133°40′30″W - La baia è ampia 2,4 chilometri.
- Canale di Davidson (Davidson Inlet). Il canale collega a ovest la baia di Iphigenia (Iphigenia Bay) con lo stretto di Sea Otter (Sea Otter Sound) a est. Divide inoltre l'isola Heceta dall'isola di Kosciusko (Kosciusko Island). Il canale contiene la baia di Alice (Port Alice).[4]

### Promontori
Sull'isola sono presenti alcuni promontori (da nord in senso orario):
- Promontorio di Bay (Bay Point)[15] 55°42′20″N 133°29′30″W - L'elevazione del promontorio, che si trova a nord del golfo di Esquibel (Gulf of Esquibel), è di 7 metri.
- Promontorio di Desconocida (Point Desconocida)[16] 55°41′41″N 133°31′49″W - L'elevazione del promontorio, che si trova all'entrata sud del canale di Bocas De Finas (Bocas De Finas), è di 81 metri.
- Promontorio di Dead Tree (Dead Tree Point)[17] 55°44′55″N 133°39′41″W - L'elevazione del promontorio, che si trova di fronte all'oceano Pacifico, è di 2 metri.
- Promontorio di Lynch (Cape Lynch)[18] 55°46′56″N 133°41′38″W - L'elevazione del promontorio, che si trova all'entrata della baia di Cone (Cone Bay), è di 38 metri.
- Promontorio di Surf (Surf Point)[19] 55°49′49″N 133°37′45″W - L'elevazione del promontorio, che si trova all'entrata della baia di Alice (Port Alice)., è di 28 metri.
- Scogliera Derrumba (Derrumba Ridge)[20] 55°43′28″N 133°36′26″W - La scogliera, alta 402 metri, si trova all'entrata nord del canale di Bocas De Finas (Bocas De Finas)

### Laghi
Alcuni laghi presenti sull'isola (le misure possono essere indicative - la seconda dimensione in genere è presa ortogonalmente alla prima nel suo punto mediano):
| Nome del lago                        | Quota (m s.l.m.) | Dimensioni in chilometri (lunghezza x larghezza) | Coordinate             |
| ------------------------------------ | ---------------- | ------------------------------------------------ | ---------------------- |
| Lago di Butterball (Butterball Lake) | 77               | 0,32 x 0,23                                      | 55°47′43″N 133°33′37″W |
| Lago di Chuck (Chuck Lake)           | 8                | 1,61 x 0,5                                       | 55°46′28″N 133°27′49″W |
| Lago di Hook (Hook Lake)             | 92               | 0,23 x 0,18                                      | 55°46′27″N 133°25′16″W |
| Lago di Island (Island Lake)         | 96               | 0,5 x 0,13                                       | 55°46′20″N 133°24′36″W |
| Lago di Crooked (Crooked Lake)       | 103              | 0,5 x 0,1                                        | 55°46′18″N 133°25′32″W |

### Monti
Elenco dei monti presenti nell'isola:
| Nome del monte                  | Quota (m s.l.m.) | Coordinate             |                                 |
| ------------------------------- | ---------------- | ---------------------- | ------------------------------- |
| Picco di Cone (Cone Peak)       | 300              | 55°47′11″N 131°38′46″W | Si trova nell'ovest dell'isola. |
| Monte Timber Knob (Timber Knob) | 413              | 55°44′48″N 131°34′03″W | Si trova nel sud dell'isola.    |
| Monte Bald (Bald Mountain)      | 760              | 55°43′19″N 133°33′28″W | Si trova nel sud dell'isola.    |

### Fiumi
Principali fiumi dell'isola (le coordinate si riferiscono alla foce):
- Fiume Tonowek (Tonowek Creek)[30] 55°45′07″N 133°22′15″W - Sfocia nella baia di Tonowek (Tonowek Bay).
- Fiume Mink (Mink Creek)[31] 55°46′20″N 133°24′13″W - È tributario del fiume Tonowek (Tonowek Creek).
- Fiume Chuck (Chuck Creek)[32] 55°45′32″N 133°28′13″W - Sfocia nell'insenatura di Warm Chuck (Warm Chuck Inlet), è lungo 3,2 chilometri e nasce nel lago Chuck (Chuck Lake).

## Storia
Nel 1879, il naturalista William Healey Dall intitolò l'isola in onore di Bruno de Heceta che aveva esplorato la zona nel 1775.